# Phyllogeiton zeyheri
Ivoire rose
Espèce
Phyllogeiton zeyheri est une espèce de plantes à fleurs de la famille des Rhamnaceae originaire d'Afrique australe.

## Description
Il s'agit d'un arbre sempervirent ou semi-sempervirent qui peut atteindre 15 m de hauteur. Son cœur, d'une intense couleur rose, est dur et lourd. Ses fleurs vont du jaunâtre au verdâtre. Les fruits, d'une couleur allant du jaunâtre au rouge-marron, sont savoureux pour l'homme et pour les animaux.

## Répartition
Phyllogeiton zeyheri se rencontre dans le Sud de l'Afrique (Afrique du Sud, Botswana, Eswatini, KwaZulu-Natal, Mozambique, Namibie, Zimbabwe).

## Phyllogeiton zeyheriet l'Homme
Pink ivory (« ivoire rose ») désigne le bois africain de couleur rose qui sert à la fabrication d'objets de luxe (comme certaines queues de billard onéreuses). Le nom dérive de sa couleur inhabituelle ainsi que de son exceptionnelle dureté et densité, dont les propriétés mécaniques s'apparentent plus à l'ivoire qu'au bois - ce bois a une densité d'environ 1 000 g/dm3. 
L'ivoire rose est le "bois royal" des Zoulous. Il était seulement permis au chef de tribu et à ses fils d'en posséder. Toute autre personne (même étrangère) enfreignant cette règle était punie de la peine de mort.

## Systématique
Le nom correct complet (avec auteur) de ce taxon est Phyllogeiton zeyheri (Sond.) Suess. (d).
L'espèce a été initialement classée dans le genre Rhamnus sous le basionyme Rhamnus zeyheri Sond..
Phyllogeiton zeyheri a pour synonymes :
- Berchemia transvaalensis N.E.Br.
- Berchemia zeyheri (Sond.) Grubov
- Cassine parvifolia E.Mey.
- Rhamnus zeyheri Sond.

### Étymologie
Son épithète spécifique, zeyheri, lui a été donnée en l'honneur du botaniste allemand Karl Ludwig Philipp Zeyher (en) (1799-1858). 